# SIC Notícias
SIC Notícias (Lisboa TV, Informação e Multimédia, S.A.) est une chaîne de télévision portugaise d'information en continu.

## Historique

### CNL (1999-2001)
CNL, ou Canal Notícias de Lisboa a été la première chaîne régionale portugaise diffusée sur la télévision par câble, qui était destinée à la région de Lisbonne.
Ses programmes ont débuté le 15 septembre 1999, avec une programmation axée sur l'information.
CNL a été racheté par la suite par une coentreprise entre SIC et TV Cabo, et le 8 janvier 2001, CNL laisse place à une nouvelle chaîne : SIC Notícias.

### SIC Noticias (2001-...)
Le 8 janvier 2001 ont débuté les premiers programmes de SIC Notícias. SIC Notícias est la deuxième chaîne thématique créée par la chaîne portugaise SIC.
À ses débuts, SIC Notícias était détenue par SIC à hauteur de 60 % et par TV Cabo à 40 %. Le 27 février 2009, SIC a racheté les parts de TV Cabo, ce qui en fait dès lors une possession à 100 % de SIC.
À partir du 27 janvier 2019, la chaîne et l'ensemble de l'univers SIC sont transférés dans le bâtiment São Francisco de Sales, après 750 jours d'attente, laissant derrière eux plus de 26 ans dans l'ancien bâtiment Carnaxide.

## Diffusion & Audience
SIC Notícias est diffusée sur tous les bouquets portugais de TV payante (ZON TV, MEO, Optimus Clix, Vodafone Casa...) sur le canal 5.
Elle est aussi distribuée en Angola (2003), au Mozambique (2003), ou encore aux États-Unis (2006). Depuis avril 2013, elle fait partie du bouquet lusophone de l'opérateur ADSL Free en France.
SIC Notícias est la principale chaîne thématique du câble & du satellite portugais, ce qui en fait la quatrième chaîne nationale (devant la chaîne gratuite RTP 2).

## Programmation
La programmation de SIC Notícias est composée de journaux toutes les heures, entrecoupés de reportages, de chroniques (économie, sport...), d'interviews, ou de débats.

### Journaux
- Edição da Manhã (diffusé en simultané sur SIC)
- Jornal das 10H
- Jornal do Meio Dia
- Jornal das 2
- Edição da Tarde
- Jornal Síntese
- Jornal das 7
- Jornal das 9
- Edição da Noite
- Jornal da Meia Noite
- Jornal de Sábado
- Jornal de Domingo

### Sport
- O Dia Seguinte
- Tempo Extra

### Économie
- Negócios da Semana
- Jornal de Economia

### Débats
- Opinião Pública
- Quadratura do Círculo (diffusé aussi sur SIC Internacional)
- Expresso da Meia-Noite (diffusé aussi sur SIC Internacional)
- Sociedade das Nações
- Ponto Contraponto
- Eixo do Mal

### Autres
- Primeira Página
- Imagens de Marca
- Espaços e Casas
- Exame Informática
- Escape TV
- 60 Minutes
- Cruzeiros
- Falar Global
- The Daily Show
- Panorama BBC
- Toda a Verdade
- Cartaz Cultural
- Golf Report
- Grande Reportagem SIC (diffusé aussi sur SIC)

## Chaînes associées
Les chaînes suivantes fournissent des images pour la chaîne :
- Royaume-Uni : Sky News
- Italie : Sky TG24
- France : BFM TV
- Australie : Sky News Australia